# Toxicidade crônica
Toxicidade crônica (português brasileiro) ou crónica (português europeu) é o desenvolvimento de efeitos colaterais causados por exposição a longo prazo a toxinas, drogas ou outros agentes estressores, sendo este um objeto de estudo importante na toxicologia aquática. Levando em conta o índice terapêutico, os efeitos colaterais associados à toxicidade crônica podem ser letais, mas é mais comum que sejam subletais. Estes efeitos incluem alterações no crescimento, reprodução ou comportamento. A toxicidade crônica é oposta à toxicidade aguda, pois a última ocorre durante um período de tempo mais curto e envolve concentrações tóxicas mais altas. Exames toxicológicos podem ser realizados para avaliar a toxicidade crônica de diferentes contaminantes.

## Definição
A toxicidade crônica é o desenvolvimento de efeitos adversos como resultado da exposição de longo prazo a um tóxico ou outro estressor. Pode se manifestar como letalidade direta, mas mais comumente se dá em formas subletais, como em casos de diminuição do crescimento, mudanças comportamentais e comprometimento do desempenho em exercícios físicos.

## Em ambientes aquáticos
Os testes de toxicidade crônica em ambientes aquáticos são realizados de modo a determinar o potencial de toxicidade a longo prazo de tóxicos, os quais são comuns em ambientes aquáticos. Exemplos de microorganismos encontrados nos testes de toxicidade em ambientes aquáticos incluem:
- Pimephales promelas
- Daphnia magna
- Algas verdes, como a Raphidocelis subcapitata
- Anfípode, como a Hyalella azteca

## Fatores de influência
Existem muitos fatores que inferem no nível de toxicidade das toxinas, o que dificulta a interpretação dos resultados dos testes. Estes fatores podem ser químicos, biológicos ou toxicológicos.

### Fatores químicos
A química da água desempenha um papel importante no nível de toxicidade das toxinas. Os fatores químicos incluem pH, salinidade, dureza da água, condutividade, temperatura e quantidades de matéria orgânica dissolvida. Por exemplo, a toxicidade do cobre diminui com o aumento das quantidades de carbono orgânico dissolvido, conforme descrito pelo modelo do ligante biótico (BLM).

### Fatores biológicos
A toxicidade crônica varia de acordo com as diferenças entre organismos, incluindo espécie, tamanho e estágio da vida. Certas espécies são mais suscetíveis a efeitos tóxicos, conforme mostrado nos estudos sobre distribuições de sensibilidade das espécies (SSDs). Do mesmo modo, em certos estágios de vida, algumas espécies são mais suscetíveis a efeitos adversos de toxicidade. Além disso, outros fatores físicos, como o tamanho (altura e comprimento) do organismo, podem levar a diferenças na resposta a toxinas.